# Hypnum wissgrillii
Hypnum wissgrillii là một loài Rêu trong họ Hypnaceae. Loài này được Garov. mô tả khoa học đầu tiên năm 1840.